# Park Łazienki
Łazienki park ali Park kraljevih kopališč (poljsko Park Łazienkowski, Łazienki Królewskie) je največji park v Varšavi na Poljskem, ki zaseda 76 hektarjev mestnega središča. Kompleks parka in palače leži v mestnem središču, na aveniji Ujazdów, ki je del kraljeve poti, ki povezuje kraljevi grad z Wilanówsko palačo na jugu.
Sredi 16. stoletja je območje Łazienkov postalo del posesti kraljice Bone Sforza, ki je naročila gradnjo lesene graščine z italijanskim vrtom. Leta 1624 je kralj Sigismund III. Vasa severno od sedanjega parka Łazienki postavil štirikotni kamniti grad Ujazdów.
Večino stavb v parku Łazienki je v 17. stoletju v baročnem slogu zasnoval Tylman van Gameren za vojaškega poveljnika Stanisława Herakliusza Lubomirskega, vključno z bogato okrašenim kopalnim paviljonom, ki je sčasoma dal ime vrtovom. Leta 1764 je kralj Stanislav II. Avgust Poniatowski pridobil Ujazdów in vrtove temeljito prenovil. Leta 1918, po ponovni osamosvojitvi Poljske, so bile Łazienke uradno razglašene za javni park.
Florska in favna parka vključuje več kot 9500 dreves ter populacije pavov in rdečih veveric. Na južni strani parka meji rezidenca Belveder, zgodovinska palača in danes ena od uradnih rezidenc predsednika Poljske.

## Zgodovina
Łazienki park je v 17. stoletju v baročnem slogu zasnoval Tylman van Gameren za vojaškega poveljnika Stanisława Herakliusza Lubomirskega. Ime Łazienki (»Kopališča«) je dobil po kopališču, ki je bilo v bližini.
Slikovita vrtna zasnova dolguje svojo sedanjo obliko in videz predvsem zadnjemu vladarju Poljske in Litovske skupnosti, kralju Stanisławu Augustu Poniatowskemu. Sredi 16. stoletja je postal del posesti poljske kraljice italijanskega rodu Bone Sforza, ki je na tem mestu zgradila leseno graščino z italijanskim vrtom. Kasneje je na tem mestu stala lesena graščina kraljice Ane Jagelonske, ki je bila leta 1578 ovekovečena z uprizoritvijo prve poljske igre Odpustitev grških odposlancev Jana Kochanowskega. Južno od nje je kralj Sigismund III. Vasa leta 1624 postavil štiristrani kamniti grad z vogalnimi stolpi.
V drugi polovici 17. stoletja je Ujazdów postal last velikega kronskega maršala Stanisława Herakliusza Lubomirskega. Bil je prvi, ki je opozoril na gosto gozdnato območje nekdanjega živalskega parka, ki se je raztezal ob vznožju gradu Ujazdów, kjer je zgradil dva vrtna paviljona. Prvi paviljon je bil puščavnica, drugi pa je prvotno vseboval bogato okrašeno kopalnico, ki je najprej dala ime stavbi in sčasoma celotnemu vrtu. Prvotne kopeli, ki jih je v baročnem slogu zasnoval priznani arhitekt Tylman van Gameren, so še danes znotraj obzidja Palače na otoku. V prvi polovici 18. stoletja je bil Ujazdów oddan v najem kralju Avgustu II. Močnemu, v času čigar vladavine pa je bila zgrajena redna plovna pot, znana kot Piaseczni kanal.
Leta 1764 je Ujazdów postal last kralja Stanislava II. Avgusta. Monarh se je najprej lotil obnove gradu Ujazdów, ki si ga je izbral za svojo poletno rezidenco. Dela so se začela v prednjem delu gradu, kjer je bila začrtana vrsta ravnih poti, ki se stikajo v kroge. Prenova starega gradu Ujazdów, ki je dobil dodatno nadstropje in nova krila, se je vlekla, ne da bi prinesla pričakovane rezultate. Kralj je obupal, opustil nadaljnje delo in svojo pozornost preusmeril na okoliške vrtove.
Nekdanje Lubomirsko kopališče, ki je bilo v več fazah spremenjeno in rekonstruirano v dveh desetletjih, začenši z letom 1772, se je sčasoma preoblikovalo v elegantno klasicistično palačo na otoku. Po vrtovih so zgradili in okrasili številne nove stavbe, ki so jih zgradili arhitekti Dominik Merlini in Jan Chrystian Kamsetzer, slikarji Jan Bogumił Plersch in Marcello Bacciarelli ter kiparji Andrzej Le Brun, Jakub Monaldi in Franciszek Pinek. Leta 1774 je bila postavljena Bela hiša v obliki preprostega šesterokotnika z udobno opremljeno notranjostjo. Po legendi je v dvorcu živela kraljeva ljubica Elżbieta Grabowska in njegove sestre. Od leta 1775 do 1783 je bila nasproti kopališča zgrajena palača Myślewicki. Prvotno je imela obliko kocke, zgrajene na trgu, ki so jo sčasoma dogradili in jo nato dvignili. V 1770-ih je bila puščavnica, ki jo je poškodovala strela, obnovljena in se je tam naselila ena od kraljevih spremljevalk, Teresa Lhullier.
Postopoma so tudi vrtovi spremenili svoj videz. Leta 1778 je bila zgrajena Kraljeva promenada – ulica, ki je povezovala Belo hišo s kopališčem. Na mestu, kjer je križala cesto Wilanów, je bila postavljena enonadstropna poletna hiša v kitajskem slogu (ki je bila kasneje v 19. stoletju razstavljena in nedavno obnovljena). Stari kanali in bazen v bližini kopališča so bili preoblikovani v raznoliko oblikovane ribnike precejšnje velikosti. Poleg vrtov, geometrijsko razporejenih v francoskem slogu, je park vseboval tudi slikovita območja, navdihnjena z romantičnim angleškim vrtom. V bližini Kraljeve promenade je bil zgrajen majhen paviljon, namenjen takrat priljubljeni igri Trou Madame, ki je bil kasneje preurejen v gledališče. Neposredno nasproti, na južnem bregu ribnika, je bil postavljen zemeljski amfiteater z odrom v skupini dreves. Pogled iz kopališča je bil na jugu zaprt z vodnim slapom, na severu pa s kamnitim mostom, na katerem še danes stoji spomenik kralju Janu III. Sobieskemu. Veliki prizidek precejšnje velikosti je vseboval obsežne prostore kraljeve kuhinje ter bivališča za uradnike in služinčad. V stari oranžeriji, ki so jo pogosto obiskovali gostje, so gojili eksotično sadje.
Do takrat je kraljevi kompleks vključeval tudi baročno rezidenco Belveder, ki je stala na južnem robu strmine. V enem od kril je kralj postavil tovarno fajanse, katere izdelki so bili znani kot belvederska posoda. Kadar koli je Stanisław August obiskal Łazienke, ga je spremljal celoten dvor in najožji družinski člani. Na vrtu so postavili okrasne šotore, v katere so bili nameščeni predvsem vsi služabniki in stražarji. V takih časih je bil park poln sprehajajočih se parov, ljudi v kočijah in majhnih čolnih ali gondolah. V vrtovih so prirejali barvite in bučne spektakle, vključno z ognjemetom in drugimi iluminacijami, ki so se jih pogosto udeležili Varšavčani. Takšen je bil primer, ko so leta 1788 sprožili veličasten vrtiljak ob odkritju spomenika kralju Janu III. Sobieskemu.
Palača na otoku je bila prizorišče znanih četrtkovih kosil, na katera je kralj vabil učenjake, pisatelje in pesnike. Lazienki so bili takrat pomembno kulturno središče, ki je cvetelo po zaslugi podpore Stanislava Avgusta, mecena likovne umetnosti in širjenja znanosti in učenja. Kot palačni in vrtni kompleks so Lazienki odražali klasicistični slog, ki je bil v drugi polovici 18. stoletja razširjen v Evropi. Vendar so bili sinonim za slikovito naravo in raznolikost, zato je klasicizem (ki ga najdemo tudi v notranjosti gradu Ujazdów, ki ga je zasnoval kralj) postal znan kot slog Stanislava Avgusta.
Po delitvi Poljske v 19. stoletju je Lazienki padel v roke ruskih carjev. V obdobju od 1819 do 1830 je arhitekt Jakub Kubicki na zahtevo novih lastnikov obnovil Belvedere v pozno klasicističnem slogu in nato v vrtovih postavil nova paviljona – Egiptovski tempelj in Dianin tempelj. Nekdanji paviljon Trou Madame je preuredil v novo stražarnico in šolo, zato je danes najbolj znan kot Podchorążówka (Kadetska dvorana).
Nacistična okupacija je bila za Łazienke tragično obdobje. Leta 1939 je bilo zaprto za Poljake, zgodovinske stavbe pa je prevzela nemška vojska. Proti koncu decembra 1944 so nacisti, preden so evakuirali palačo, njene stene polili z bencinom in kompleks zažgali. V počrnele stene stavbe so izvrtali približno tisoč lukenj, da bi namestili dinamit, da bi jo razstrelili, tako kot so to storili z varšavskim kraljevim gradom, vendar jim to na koncu ni uspelo.
Po drugi svetovni vojni se je začel naporen projekt obnove kraljevega kompleksa Łazienke, ki je trajal skoraj dve desetletji. Prvih sedem pritličnih sob palače je bilo za javnost odprtih leta 1960, celotno prvo nadstropje pa leta 1965. Na srečo so bili Bela hiša, palača Myślewicki in gledališče v stari oranžeriji med vojno prihranjeni pred hujšim uničenjem. Kljub temu so potrebovali temeljito obnovo, saj so bili poškodovani. Trenutno so popolnoma obnovljeni in odprti za obiskovalce. Obnovljeni so tudi amfiteater, vodovod in kadetska dvorana, ki je pred kratkim postala dom muzeja Ignacyja Jana Paderewskega. Ta zgodovinski kompleks palače in vrta, ki je danes v središču mesta, opravlja različne kulturne funkcije in ga redno obiskujejo številni domači in tuji izletniki ter Varšavčani.

## Strukture v parku

### Palača na otoku
Glavna stavba Lazienkov je Palača na otoku (poljsko Pałac Na Wyspie). Prvotno je bila baročna kopališče, ki jo je okoli leta 1680 zgradil Lubomirski po načrtih Tylmana van Gamerena, tistega časa najizjemnejšega arhitekta na Poljskem. Kvadratna stavba je imela na severni fasadi tristranski izboklino. V notranjosti je bila okrogla dvorana s fontano, na vrhu pa je bila kupola, osvetljena od zgoraj z lučmi. Stene so bile posute s kamenčki, školjkami in imitacijo jame. Ob njej je bila kopalnica s stenami, okrašenimi z bas reliefi. Tako notranjost kot zunanjost stavbe sta bili bogato okrašeni s štukaturami, skulpturami in freskami. Del prvotne dekoracije se je ohranil na vhodni steni stebričastega portika. Izvirni je tudi latinski napis, ki ga je mogoče brati kot rebus. V prevodu piše: »Ta hiša sovraži žalost, ljubi mir, ponuja kopel, priporoča idilično življenje in želi gostiti poštene ljudi.«
Leta 1784 se je začela obsežnejša rekonstrukcija kopališča po načrtih Dominika Merlinija. Na južni strani sta bila zgrajena dva nova prizidka, ki ju je povezovala vrsta štirih stebrov. Klasicistična fasada je bila prekrita s peščenjakovimi ploščami. Štiri leta pozneje sta bila na obeh straneh dodana dva nova segmenta, nekoliko umaknjena od juga. Na severni strani sta bila del nove, monumentalne severne fasade s stebričastim portikom, ki ga je kronal trikotni timpanon. Celotno fasado je krasila kamnita atika, okrašena s skulpturami André-Jeana Lebruna.
Leta 1793 sta bila zgrajena dva dodatna paviljona. S palačo sta bila povezana z majhnimi mostovi s stebričastimi galerijami. Kljub številnim prenovam skozi leta je stavba ostala harmonična celota. Toda kar se je začelo kot preprost kopalni paviljon, se je preoblikovalo v razkošno palačo. Zunanje spremembe so spremljala dela na notranjosti, ki je večini dala klasicističen videz.

### Klasični amfiteater in oder na otoku
Klasični amfiteater, ki ga je navdihnila starogrška in rimska arhitektura, je bil zgrajen na bregu jezera Łazienki, od odra na majhnem otoku pa ga loči ozka ožina. Amfiteater je v letih 1790–93 zgradil Jan Chrystian Kamsetzer. Njegovo podstrešje je bilo okrašeno s 16 kipi, ki predstavljajo znane pesnike, dramatike in mislece antike ter 16. in 17. stoletja. Leta 1922 je bilo 16 kipov zamenjanih z 8 kipi.
Oder, ki stoji na otoku, je bil zasnovan po vzoru antičnega Herkulaneja in ima dekoracije, ki posnemajo ruševine Rimskega foruma. Na otoku še vedno uprizarjajo predstave. Amfiteater in njegov oder zagotavljata popolno kuliso v poletnem večeru, kljub občasnemu hrupu labodov, rac in še posebej srhljivega hukanja pavov.

### Bela hiša
Mala bela hiša (Biały Domek) je vrtna vila, ki jo je v letih 1774–76 zgradil Domenico Merlini. V njej je živela ljubica kralja Poniatowskega in nekaj časa tudi Ludvik XVIII. Francoski, ki je tukaj živel v letih 1801–05 med njegovim izgnanstvom iz Francije. Zgrajena je v obliki kvadrata in ima enake fasade, okrašene z rustiko, podstrešje in majhen paviljon na vrhu. Notranjost sta okrasila ugledna poljska slikarja Jan Ścisło in Jan Bogumił Plersch.
Čeprav so Nemci med drugo svetovno vojno Malo belo hišo opustošili, se je veliko njenega notranjega pohištva ohranilo. Med najbolj zanimive spadajo groteskne slike v jedilnici, kitajske tapete iz 18. stoletja v salonu, kraljeva postelja v spalnici in omara v obliki nadstreška s Plerschovimi trompe l'oeil slikami.
=== Myślewicka palača
Palača, ki je dobila ime po danes neobstoječi vasi Myślewice, je stala na koncu ceste, ki je vodila v mesto. Sprva (leta 1775) je bila zasnovana kot enonadstropna vila na trgu. Ob glavnem vhodu v stavbo, ki ga obdajajo luči, ki so jih držali kiparji otrok, sta bila leta 1777 v dveh manjših nišah postavljena Monaldijeva kipa Zefirja in Flore.
Preden je bila stavba dokončana (kot je bilo prvotno načrtovano), so na obe strani dodali četrtkrožni krili, ki sta se končali z enonadstropnimi paviljoni, pokritimi s takrat modnimi strehami v kitajskem slogu. Nekaj let pozneje so enonadstropnim paviljonom dodali nadstropje. Stavba, ki jo je zasnoval Merilini, je dobila videz klasicistične graščine. Izročilo pravi, da jo je kralj podaril svojemu nečaku, knezu Józefu Poniatowskemu.
Dvorec je preživel drugo svetovno vojno in številne notranjosti so ohranile prvotno dekoracijo. V pritličju je opaziti nekdanjo jedilnico (zdaj salon) s prizori Rima in Benetk, ki jih je naslikal Plersch. Zraven nje (na zahodni strani) je nekdanja kopalnica z marmoriranimi stenami in stropom, ki ga je poslikal Plersch, na katerem sta upodobljena Zefir in Flora. Drugo sobo v zahodnem apartmaju krasi sedem domiselnih prizorov starodavnih ruševin, postavljenih ob romantični pokrajini.
Poslikal jih je Antoni Herliczek. Stene naslednje spalnice so okrašene s poslikanimi medaljoni, ki prikazujejo lovske kupide na lovu. V drugem nadstropju se je ohranila le dekoracija majhne delovne sobe. Njene stene krasijo sivkastozelene plošče, v katere so vtkani medaljoni, ki vključujejo poosebitve učenja in umetnosti.

### Stara oranžerija
Stara oranžerija je bila zgrajena v letih 1786–88 v pravokotni obliki podkve, južno fasado osrednje strukture pa prekinjajo pilastri in velika arkadna okna. Sosednja krila na zahodu so bila namenjena vrtnarjem in osebju. V precej večjem krilu na vzhodu je bilo urejeno gledališče z vhodom v dvonadstropni fasadi. Zaradi bogato okrašene notranjosti, ki se je na srečo ohranila do danes, je eden redkih ohranjenih primerov pristnega dvornega gledališča iz 18. stoletja na svetu.
Preprost, kvadratne oblike je sprejela približno 200 gledalcev in je obsegala pritličje, kjer so bile klopi razporejene v amfiteatralnem slogu, ter tri lože na vsaki steni s pogledom na pritličje. Stene med ložami so bile razdeljene s pari pilastrov, med katerimi so bili postavljeni pilastri, ki prikazujejo ženske, ki držijo sveče. Kipi so bili delo Andrzeja Le Bruna, ki sta mu pomagala Jakub Monaldi in Joachim Staggi. Nad pravimi ložami so bile naslikane iluzorne lože, ki so namigovale na še eno vrsto lož, polnih dvornega, elegantno oblečenega občinstva. Slika je bila delo Plerscha, ki je nad odrom naslikal tudi nekaj, kar je bilo videti kot bareliefi grbov z grbom Poljske in Litovske skupnosti v središču.
Plersch je naslikal tudi strop, ki prikazuje Apolona v kvadrigi. Slika je postavljena v krožni okvir, za čigar obodom se razprostirajo medaljoni z bareliefi, ki nosijo podobe izjemnih dramatikov Sofokla, Shakespeara, Molièra in Racina. Notranjost gledališča je bila v celoti zgrajena iz lesa, da bi zagotovili odlično akustiko. Globok oder ima poševna tla in razstavlja fragmente opreme nekdanje strojnice. Na obeh straneh odra so bile najdene tristopenjske igralske garderobe. V zahodnem krilu Stare oranžerije in v hodnikih, ki potekajo vzdolž njenega glavnega dela, je bila postavljena Galerija poljskega kiparstva. Na ogled so dela iz 16. stoletja do leta 1939. Na ogled je le nekaj skulptur iz 16. in 17. stoletja ter prve polovice 18. stoletja, ki si jih lahko ogledate v sobi 1. V naslednji sobi so skulpture iz druge polovice 18. stoletja, vključno z deli Jana Jerzyja Plerscha, umetnikovega očeta, Franciszka Pincka in Andrzeja Le Bruna. Iz sredine 19. stoletja izvirajo dela umetnikov, kot so Paweł Maliński, prvi profesor na katedri za kiparstvo Varšavske univerze, Jakub Tatarkiewicz, Władysław Oleszczyński, izjemen predstavnik romantične šole, ter Marceli Guyski in Henryk Sattler, sin slikarja Kornelija.

### Druge stavbe
- Nova oranžerija
- Dianin tempelj
- Puščavnica
- Nova stražarnica

## Chopinov spomenik
Tik ob aveniji Ujazdów v parku stoji spomenik Frédéricu Chopinu. Bronasti kip je leta 1907 zasnoval Wacław Szymanowski za načrtovano postavitev ob stoletnici Chopinovega rojstva leta 1810, vendar je bila njegova izvedba zaradi polemik o zasnovi, nato pa še zaradi prve svetovne vojne, odložena. Kip je bil dokončno ulit in postavljen leta 1926. Med drugo svetovno vojno je bil to prvi varšavski spomenik, ki so ga uničili okupacijski Nemci.
Ob nedeljah pred spomenikom potekajo brezplačni klavirski koncerti.

## Muzej lova in konjeništva
Muzej lova in konjeništva (poljsko Warszawa Muzeum Łowiectwa i Jeździectwa) je v parku. Muzej je bil odprt leta 1983, svojo prvo stalno razstavo je imel leta 1985 in je zdaj del Kraljevega muzeja Łazienki. Je v dveh zgodovinskih stavbah. Zbirka vključuje rogovje in preparirane živali ter kočije in sedla. Muzej slavi tradicijo lova in vključuje umetniška dela in razstave, ki jo predstavljajo. Muzej od leta 2010 gosti vsakoletno tekmovanje, s katerim poskušajo podreti rekord Marie Zandbang v preskakovanju konj.